# Brashear (Mondkrater)
Brashear ist ein Einschlagkrater auf der Mondrückseite.
Der Krater liegt auf halbem Wege zwischen den riesigen Kratern Zeeman im Osten und Schrödinger im Westen, im südlichen Auswurfgebiet des viel jüngeren Kraters Antoniadi. Der südliche Kraterwall ist kaum mehr erkennbar.
In Zentrumsnähe zeichnet sich eine Erhebung mit einem Durchmesser von nicht ganz 12 km ab.

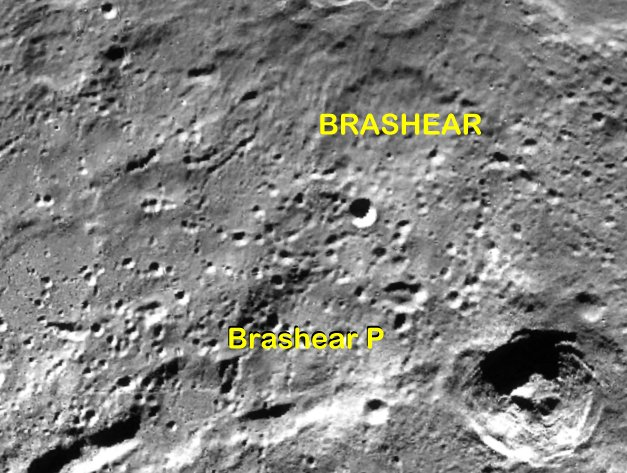
Minnaert mit seinem Nebenkrater

Brashear hat einen mit P bezeichneten Nebenkrater:
| Buchstabe | Position            | Durchmesser | Link |
| --------- | ------------------- | ----------- | ---- |
| P         | 76,37° S, 176,32° W | 69 km       |      |

Östlich des alten und stark erodierten Brashear P, dessen Entstehungszeit der pränektarischen Periode zugerechnet wird, sieht man den Krater De Forest.
Der Krater wurde 1970 von der IAU offiziell nach dem US-amerikanischen Astronomen John Alfred Brashear benannt.